# Prokop Paeonius
Prokop Paeonius, auch Prokop Paeonius Světnovský, Prokop Poeonius, eigentlich Prokop Holý (* 1581/82 in Světnov; † 3. November 1613 in Prag) war ein böhmischer Mediziner und Dichter. Er verwendete die Pseudonyme Svetnovius und Tentobrodenus.

## Leben und Wirken
Der Mediziner war Professor und Quästor an der Karlsuniversität Prag. Holý latinisierte seinen Namen in Paeonius, wobei er gelegentlich auch den Zusatz Světnovský verwendete. Als Nachfolger von Marcus Moravus Bydcžoviensis und Florentino wurde Paeonius 1612 Propst des Collegium Carolinum.
Er publizierte medizinische Abhandlungen über die Anatomie des menschlichen Brustkorbes in lateinischer Sprache. Des Weiteren übersetzte Paeonius ein Traktat über die Herrlichkeit und Erhabenheit des Menschen ins Tschechische. Sein Hauptwerk war eine mehrteilige Schrift über die Heilkunde im Frühstadium der Pest, das er 1613 vollendete. Paeonius ist ebenfalls Autor der 1612 in Latein abgefassten Leichenpredigt für Marcus Moravus.